# 1895 no jornalismo
Nesta página encontrará referências aos acontecimentos directamente relacionados com o jornalismo ocorridos durante o ano de 1895.

## Nascimentos
| Data          | Nome                   | Profissão                                                      | Nacionalidade                              | Observações | Ref |
| ------------- | ---------------------- | -------------------------------------------------------------- | ------------------------------------------ | ----------- | --- |
| 22 de janeiro | Plínio Salgado         | político e jornalista fundador da Ação Integralista Brasileira | Brasil                                     | m. 1975     |     |
| 26 de junho   | Cassiano Ricardo Leite | jornalista, poeta e ensaísta                                   | Brasil                                     | m. 1974     |     |
| 17 de agosto  | António Ferro          | jornalista, político e escritor                                | Reino Unido de Portugal, Brasil e Algarves | m. 1956     |     |

## Mortes
| Data          | Nome                       | Profissão                           | Nacionalidade  | Observações | Ref |
| ------------- | -------------------------- | ----------------------------------- | -------------- | ----------- | --- |
| 19 de janeiro | António Luís de Seabra     | jurisconsulto e magistrado judicial | Portugal       | n. 1798     |     |
| 9 de maio     | Alexandre Braga, pai       | poeta e jornalista                  | Portugal       | n. 1829     |     |
| 10 de maio    | Hipólito Cassiano Pamplona | magistrado, jornalista e político   | Brasil Colónia | n. 1819     |     |